# Tacotalpa (gmina)

Położenie gminy Tacotalpa na mapie stanu Tabasco

Tacotalpa – gmina meksykańskiego stanu Tabasco, położona w połowie rozciągniętego wschód-zachód stanu w jego najbardziej wysuniętej na południe części, około 120 km od wybrzeża Zatoki Meksykańskiej. Jest jedną z 17 gmin w tym stanie. Siedzibą władz gminy jest miasto o tej samej nazwie. Nazwa gminy pochodzi od słów w języku nahuatl “Taco – tlal – pan” które znaczą "Ziemia krzewów i chwastów". Gminę utworzono w 1883 roku decyzją gubernatora stanu Tabasco.
Ludność gminy Tacotalpa w 2010 roku liczyła 46 302 mieszkańców, co czyniło ją mało liczebną gminą w stanie Tabasco.

## Geografia gminy

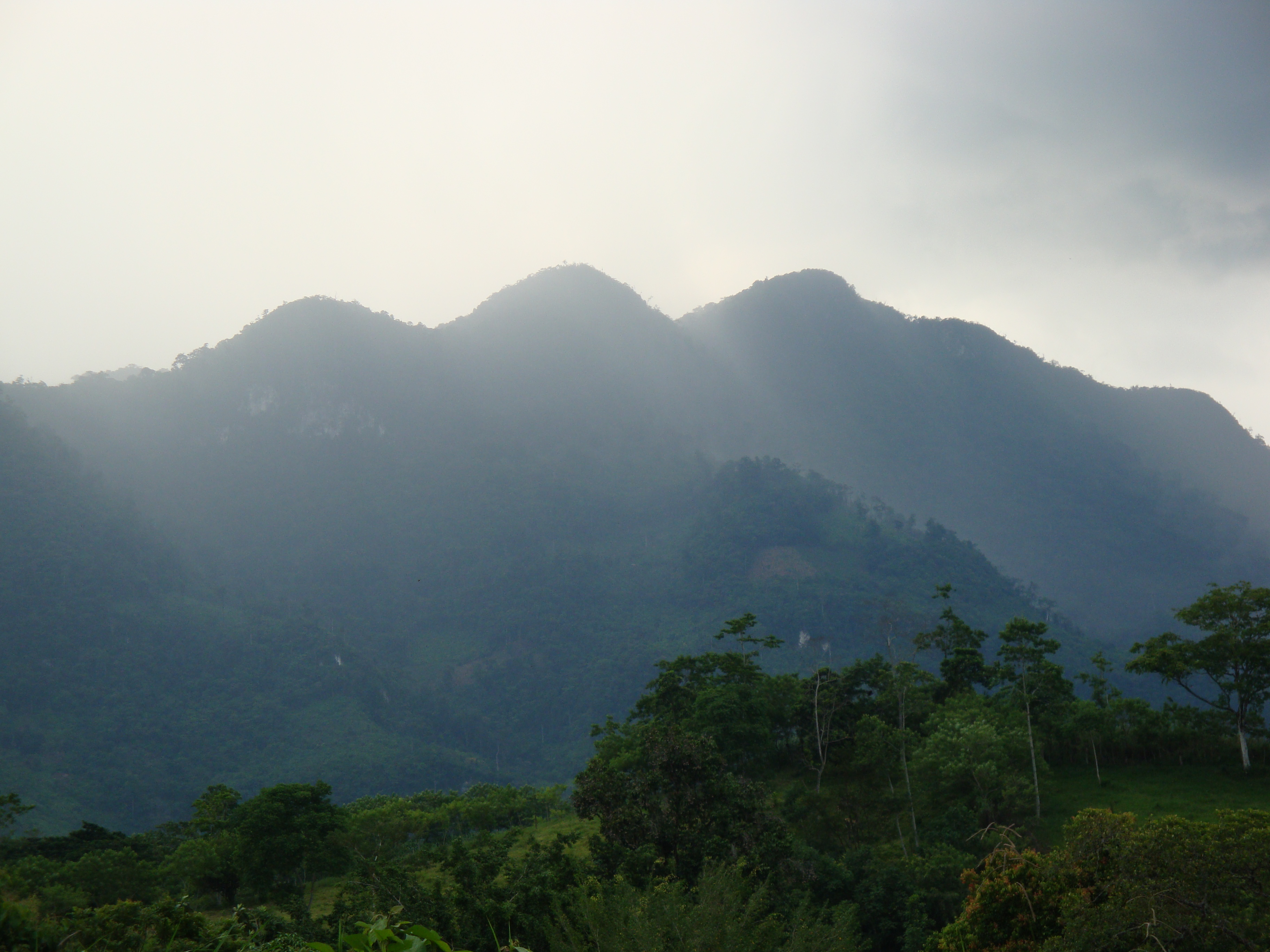
Najwyższa góra w gminie - El Madrigal

Powierzchnia gminy wynosi 738,52 km² zajmując tylko 3,01% powierzchni stanu, co czyni ją jedną z mniejszych gmin w stanie Tabasco. Obszar gminy jest bardzo zróżnicowany wyniesiony od 20 m aż do ponad 1000 m n.p.m. Na terenie gminy znajdują się szczyty o nazwach El Madrigal, La Campana, Murciélago, Palo Quemado i Cora de Poaná. Obszar gminy należy do zlewiska systemu rzek Grijalva-Usumacinta. Urozmaicony teren gminy jest w większości pokryty lasami, które mają charakter lasów deszczowych.

## Klimat
Klimat jest ciepły ze średnią roczną temperaturą wynoszącą 26,4 °C oraz z niewielką roczną amplitudą, gdyż średnia temperatura najcieplejszego miesiąca (maj) wynosi 29,6 °C, podczas gdy średnia temperatura najchłodniejszych (grudzień - styczeń) wynosi 22 °C. Wiatry znad Morza Karaibskiego oraz znad Zatoki Meksykańskiej przynoszą dużą masę wilgotnego powietrza, które ochładzając się wraz z wysokością ponad poziom morza uwalnia wodę powodując gwałtowne opady (głównie w porze deszczowej przypadającej w lecie), czyniąc klimat wilgotnym ze średniorocznym opadem na poziomie aż 4 014 mm.

## Gospodarka
Spośród całej ludności około 63% jest aktywnych ekonomicznie, lecz większość to ludność zatrudniona w rolnictwie co sprawia, że gmina należy do ubogich. Ludność gminy jest zatrudniona według udziału procentowego w następujących gałęziach: rolnictwie, hodowli i rybołówstwie a następnie w handlu, turystyce i usługach oraz w mniejszym stopniu w przemyśle petrochemicznym, budownictwie oraz zakładach bazujących na pracy ręcznej. Najczęściej uprawia się kukurydzę, zboża oraz trzcinę cukrową.